# 후고 구트만
후고 구트만(독일어: Hugo Gutmann, 1880년 11월 19일 ~ 1962년 6월 22일)은 독일의 군인이다. 유대계로 1902년 바이에른 육군 포병장교로 임관해 제1차 세계 대전에 종군했다. 1차대전 당시 아돌프 히틀러의 상관으로 히틀러가 철십자장을 받을 수 있게 추천해준 것으로 유명하다.